# Violet-Bogey

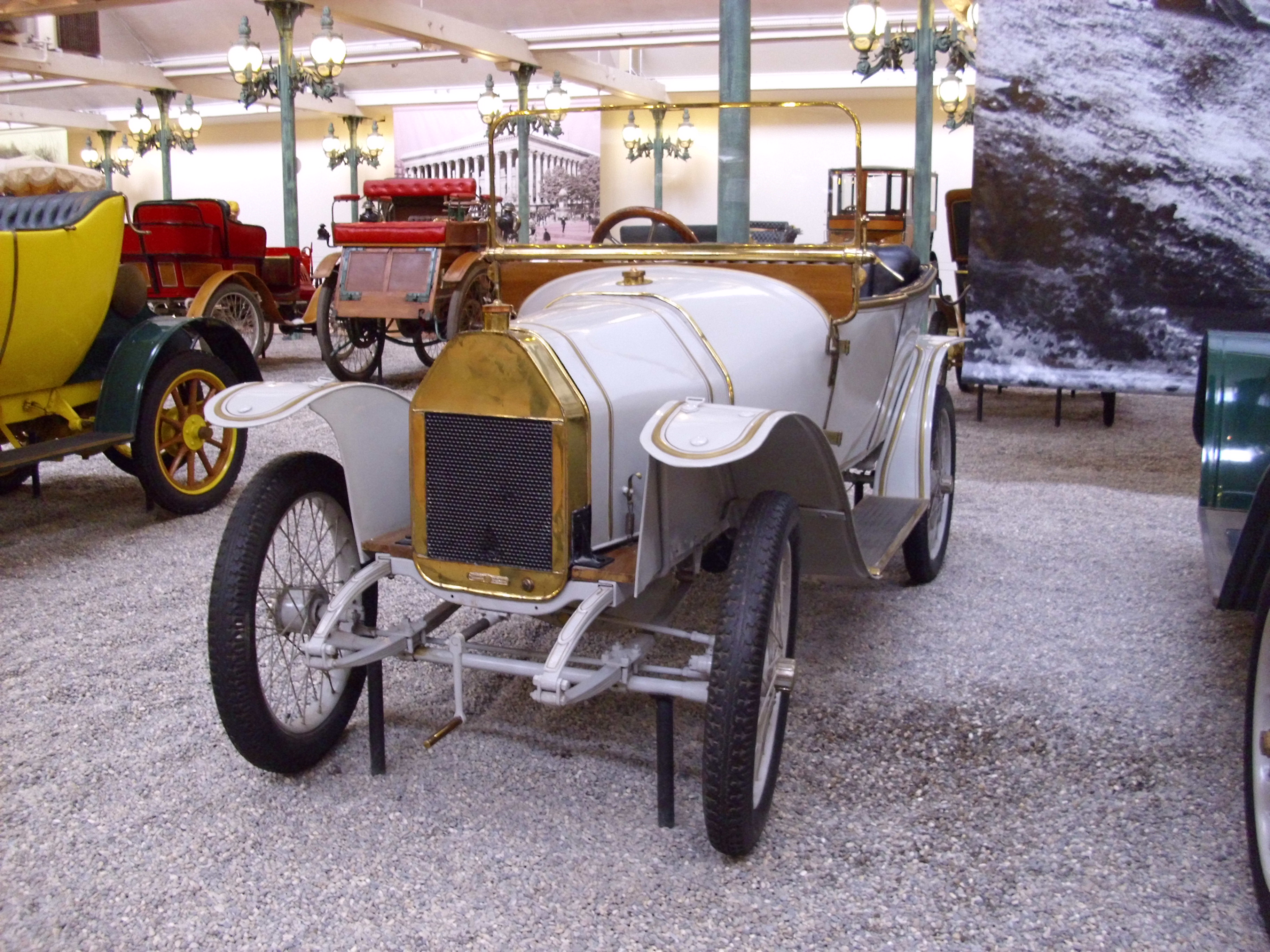
Violet-Bogey von 1913 in der Cité de l’Automobile – Musée National – Collection Schlumpf

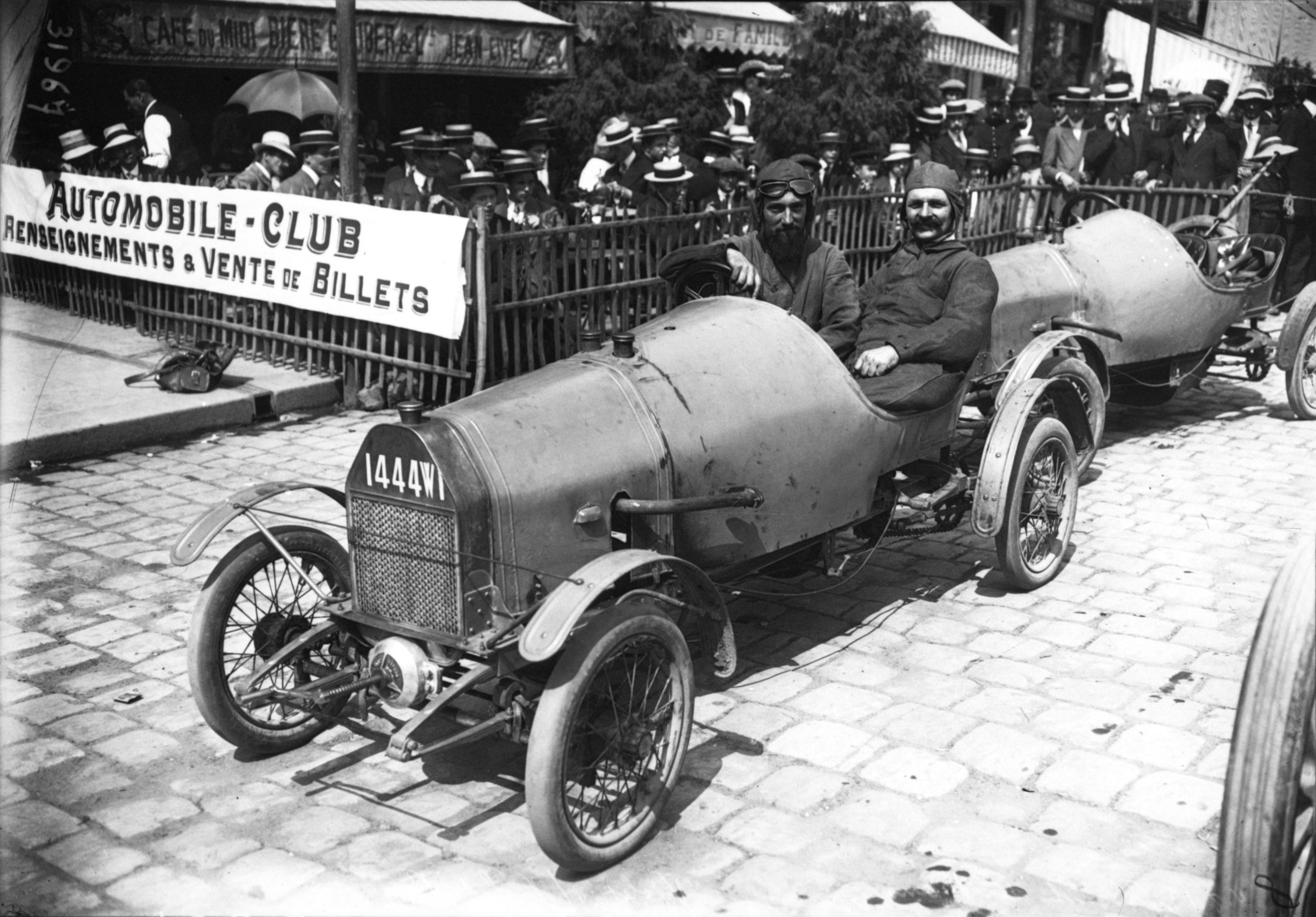
Rennwagen von Violet-Bogey bei einem Kleinwagenrennen von 1913

Marcel Violet war ein französischer Hersteller von Automobilen.

## Unternehmensgeschichte
Achille Marcel Violet gründete 1913 in Paris das Unternehmen und begann mit der Produktion von Automobilen. 1914 endete die Produktion. Der Markenname lautete Violet-Bogey. Achille Marcel Violet gründete später Sima-Violet.

## Modelle
Das Unternehmen stellte Cyclecars her. Für den Antrieb sorgte ein luftgekühlter V2-Viertaktmotor mit 1088 cm³ Hubraum mit 73 mm Bohrung und 130 mm Hub mit 22 PS. Diese Fahrzeuge hatten ein Reibradgetriebe, aber kein Differenzial, und wurden auch im Rennsport eingesetzt.
Ein Fahrzeug dieser Marke ist in der Cité de l’Automobile in Mülhausen im Elsass zu besichtigen.